# Karel Novák (sochař)
Karel Novák (8. října 1871 Lysice – 5. května 1955 Praha) byl český sochař

## Život
Narodil se ve starobylé obci Lysice do rodiny mistra tkadlce Karla Nováka a jeho ženy Josefy roz. Jaškové. Byl nejstarším z pěti sourozenců, měl tři bratry a dvě sestry. Od roku 1924 pracoval ve svém ateliéru v Čiklově ulici v Nuslích. Ve svém nuselském ateliéru tvořil zejména modely velkých figurálních návrhů a k jejich vyhotovení používal jako jeden z prvních pantograf, umožňující přenášení rozměrů soch ve zvětšeném nebo zmenšeném měřítku.
V roce 1904 se oženil s Antonií Kadeřábkovou.